# Haeterius hornii
Haeterius hornii är en skalbaggsart som beskrevs av Henry Frederick Wickham 1892. Haeterius hornii ingår i släktet Haeterius och familjen stumpbaggar. Inga underarter finns listade i Catalogue of Life.